# Папарацо
Папарацо (итал. Paparazzo) је реч италијанског порекла и означава агресивног фотографа који настоји снимити познате личности у несвакидашњим ситуацијама и те снимке продати редакцијама таблоида при чему се често служи и неконвенционалним методима.

## Порекло речи
Реч се, са наведеним значењем, појавила у говорном језику након филма Федерика Фелинија Сладак живот из 1960. у ком се појављује лик фотографа под именом Папарацо којег је играо глумац Валтер Сантесо. Иначе, та реч у италијанском означава досадног и гласног комарца.

## Техника
Да би снимили што атрактивније фотографије славних личности, папараци се често служе неконвенционалним и радикалним методама као што су заседе и праћење возила славних личности, уз коришћење скупе опреме (камера и телеобјектива). Најтраженије су фотографије са венчања славних као и фотографије њихове новорођене деце. 
Реч је добила још негативније конотације након што је принцеза Дајана 1997. године погинула у саобраћајној несрећи, а за њену погибију су првобитнио били оптужени папараци који су пратили аутомобил у ком се возила.